# Leioscyta notata
Leioscyta notata är en insektsart som beskrevs av Strümpel 1975. Leioscyta notata ingår i släktet Leioscyta och familjen hornstritar. Inga underarter finns listade i Catalogue of Life.